# Талисман
Талисма́н (от греч. τέλεσμα — «посвящение, чары, заклинание») — магический предмет (или животное), назначением которого, согласно суеверным представлениям, является принесение счастья и удачи его владельцу.
Считается[кем?], что талисманы могут приносить удачу, предупреждать об опасности, улучшать самочувствие. Также считается[кем?], что талисман, плохо настроенный на хозяина, может представлять серьёзную угрозу, равно как и чужие талисманы. Талисманом может являться любой предмет, от ювелирного украшения до куска камня (или обрезка коры дерева, или животное). Особенно часто в этом качестве выступают драгоценные и полудрагоценные камни.
В качестве талисманов люди могут использовать как артефакты (то есть предметы, изготовленные человеком), так и естественные предметы (например, корни, куски янтаря, раковины, необычные камни). Талисманом также может быть некий персонаж (или животное). Спортивные команды и музыкальные группы часто используют неких персонажей в качестве своих символов-«талисманов». Одни талисманы создаются на конкретную опасность или ситуацию (например, победу в состязании), другие предназначены для помощи в любой ситуации (ладанки, крестики). Некоторые талисманы  заговорены колдуном, ведьмой, шаманом, другие — нет (например, подковы на счастье).
В западном эзотеризме изготовление амулетов и талисманов является частью астральной или небесной магии, направленной на низведение определённых астральных токов и излучений в материальные тела.

## Отличия терминов «талисман», «амулет», «оберег», «апотропей»
Слова амулет, оберег, апотропей, талисман обычно используются как синонимы и во многих словарях указаны, как синонимы. Однако, некоторые словари указывают на оттенки значений:
- Амулет (от лат. amulētum[4]) — предмет, который, по суеверным представлениям, способен охранять его владельца от бедствий[5]. Кроме того, в словарях Ожегова[6] и Ушакова[7] упоминается, что амулет носят на теле (например, филактерии);
- Оберег (от глагола «оберегать»[8]) — предмет, источник отгонной магии, обладающий, по суеверным представлениям, колдовской способностью оберегать его владельца от разных бедствий[6]. В словаре Ожегова есть пример «Подкова над дверью — оберег дому»[6], показывающий, что не всякий оберег носят с собой (например, мезуза). В широком смысле к оберегам относят не только предметы, но и, например, заговоры[9]. Согласно Словарю Даля: «„Оберег“ — заговоры, зачурания, слова и обряд от порчи, уроки; наговор, нашёпты, для разрушения или недопущения вредных чар; талисман, ладанка, привеска от сглазу, от огня, воды, змеи, падежа, порчи свадеб, болезней»;
- Апотропей (от греч. ἀπο-τρόπαιος[10] — «отвращающий беду») — магический предмет, которому в древности приписывали свойства оберегать людей, животных, жилища от злых сил[5], источник отгонной магии. Понятия «оберег» и «апотропей» близки, вплоть до полного отождествления. В БСЭ в качестве примеров апотропеев перечисляются не только нательные амулеты, но и архитектурные рельефы в виде звериных морд[11];
- Талисман (от греч. τέλεσμα[12] — «посвящение, чары, заклинание») — предмет, который, по суеверным представлениям, приносит счастье, удачу. Служит также оберегом[5]. В словарях Ожегова[6] и Ушакова[7] также упомянута удача. В этих словарях не упоминается ношение талисмана на теле. Таким образом, талисман — наиболее общее понятие, талисманы могут нести не только защитную функцию, но и приносить успех; одни талисманы носятся на теле, другие — нет (например, талисманом может быть животное).

Авторы разных фантастических художественных произведений и руководств по магии могут использовать эти слова как неразличимые синонимы, а могут придавать им разный смысл, не обязательно совпадающий со словарным.
В иностранных языках слова, обозначающие «амулет» и «талисман» также могут как быть синонимами, так и отличаться по значению; эти отличия могут не совпадать с таковыми в русском языке.

## Отношение христианской церкви к талисманам
Христианская церковь крайне отрицательно относится к талисманам, причисляя их к атрибутам магии, считая их узами души для человека, а носящих талисманы, согласно христианскому учению, необходимо отлучать от Церкви. Это отношение было изложено ещё в раннем христианстве, в IV веке Лаодикийский собор принял 36 канон, строго запрещающий талисманы, правила этого собора стали Канонами Церкви, в этом каноне сказано:
Не подобает освященным или причетникам, быти волшебниками, или обаятелями, или числогадателями, или астрологами, или делати так именуемыя предохранилища, которыя суть узы душ их. Носящих же оныя повелели мы извергати из церкви
Предохранилища (ст.‑слав. съхранѥниꙗ; др.-греч. φυλακτήρια от др.-греч. φῠλακτήριος — несущий охрану; лат. phylacteria) — это талисманы.
Тому же учит и Иоанн Златоуст, говоря о том, что нельзя на новокрещённых младенцев надевать никакие талисманы или амулеты: «тогда как не следует возлагать на младенца ничего другого, кроме спасительного креста».

## Галерея
- Христианский талисман (Бреверль), XVIII век
- Талисман Карла Великого
- Свиток-талисман
- Рубашка-талисман